# Province de Lauricocha
La province de Lauricocha (en espagnol : Provincia de Lauricocha) est l'une des onze provinces de la région de Huánuco, dans le centre du Pérou. Son chef-lieu est la ville de Jesús.
Le nom de cette province viendrait de deux mots quechua : llauri ou sauri qui signifie « bleu » et cocha ou gocha qui signifie « lac » ou « lagune ». Par conséquent, Lauricocha signifie «lagon bleu». Charles-Marie de La Condamine propose ceci : « Lauri-cocha ou Llauri-cocha est une corruption de Yauricocha, qui dans la langue des Incas, signifie lac de figure d'aiguille ».

## Géographie
La province couvre une superficie de 1 880,13 km2. Elle est limitée au nord par la province de Dos de Mayo et la province de Yarowilca, à l'est par la province de Huánuco et la province d'Ambo, au sud par la région de Pasco et à l'ouest par la région de Lima et la région d'Ancash.

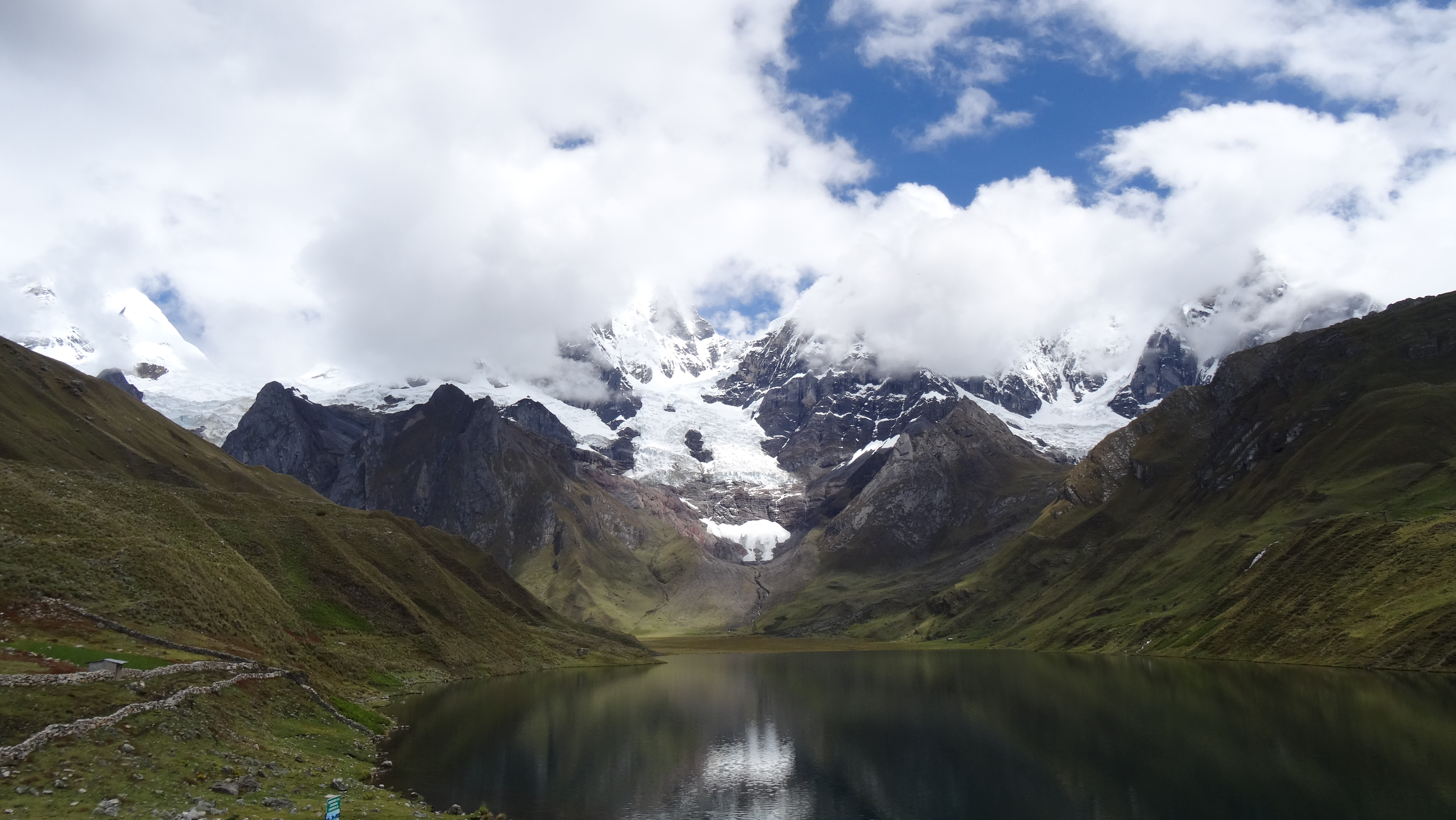
Le côté nord-est de la chaîne Huayhuash vu du lac Carhuacocha

## Population
La population de la province s'élevait à 32 626 habitants en 2005.

## Subdivisions

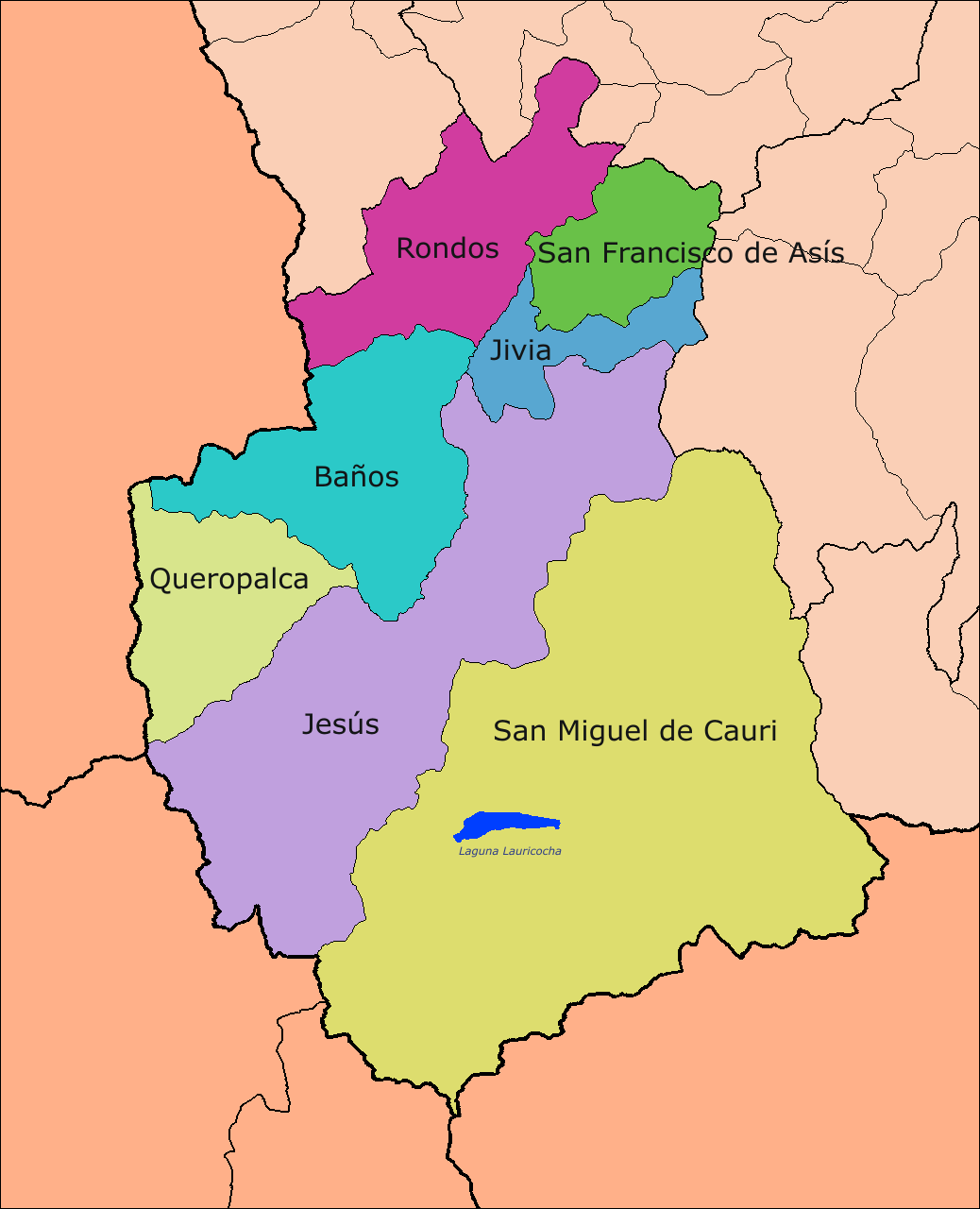
Découpage administratif de la province de Lauricocha.

La province est divisée en sept districts :
- Baños
- Jesús
- Jivia
- Queropalca
- Rondos
- San Francisco de Asís
- San Miguel de Cauri